# 배윤영
배윤영(1997년 5월 9일 ~ )은 대한민국의 모델이다. 모델 경연 대회 《도전! 수퍼모델 코리아》 시즌 4에 참가해 처음으로 이름을 알렸다. 2014년 가을, 서울 패션 위크에서 데뷔했다.